# Stilla havets Grand Prix 1994
Stilla havets Grand Prix 1994 var det andra av 16 lopp ingående i formel 1-VM 1994. Loppet kördes i Japan och var det första av två.

## Resultat
1. Michael Schumacher, Benetton-Ford, 10 poäng
2. Gerhard Berger, Ferrari, 6
3. Rubens Barrichello, Jordan-Hart, 4
4. Christian Fittipaldi, Footwork-Ford, 3
5. Heinz-Harald Frentzen, Sauber-Mercedes, 2
6. Érik Comas, Larrousse-Ford, 1
7. Johnny Herbert, Lotus-Mugen Honda
8. Pedro Lamy, Lotus-Mugen Honda
9. Olivier Panis, Ligier-Renault
10. Eric Bernard, Ligier-Renault
11. Roland Ratzenberger, Simtek-Ford

### Förare som bröt loppet
- Gianni Morbidelli, Footwork-Ford (varv 69, motor)
- Karl Wendlinger, Sauber-Mercedes (69, kollision)
- Michele Alboreto, Minardi-Ford (69, kollision)
- Martin Brundle, McLaren-Peugeot (67, överhettning)
- Pierluigi Martini, Minardi-Ford (63, snurrade av)
- Jos Verstappen, Benetton-Ford (54, snurrade av)
- Damon Hill, Williams-Renault (49, transmission)
- Aguri Suzuki, Jordan-Hart (44, styrning)
- Ukyo Katayama, Tyrrell-Yamaha (42, motor)
- Mika Häkkinen, McLaren-Peugeot (19, växellåda)
- Olivier Beretta, Larrousse-Ford (14, elsystem)
- David Brabham, Simtek-Ford (2, elsystem)
- Ayrton Senna, Williams-Renault (0, kollision)
- Nicola Larini, Ferrari (0, kollision)
- Mark Blundell, Tyrrell-Yamaha (0, kollision)

### Förare som ej kvalificerade sig
- Bertrand Gachot, Pacific-Ilmor
- Paul Belmondo, Pacific-Ilmor

## VM-ställning
| Förarmästerskapet 1. Michael Schumacher, Benetton-Ford, 20 2. Rubens Barrichello, Jordan-Hart, 7 3. Gerhard Berger, Ferrari, 6 Damon Hill, Williams-Renault, 6 | Konstruktörsmästerskapet 1. Benetton-Ford, 20 2. Ferrari, 10 3. Jordan-Hart, 7 |